# Jogayya
Jogayya è un film del 2011, diretto da Prem. Questo è il 100° film di Shiva Rajkumar. Inoltre è il sequel del film Jogi.

## Colonna sonora
1. Kailash Kher, Shreya Ghoshal, Vijay Prakash – Kuri Kolinaa
2. Shankar Mahadevan – Gangeye Avana
3. Upendra, Priya Himesh – Thagalaakkonde
4. Shreya Ghoshal – Jogaiah Baa
5. Sonu Nigam, Shreya Ghoshal – Yaru Kaanadooru
6. Sonu Nigam – Hetthavalalla Avalu
7. Prem, Shreya Ghoshal – Odole
8. Mother Theme